# Jakob Teichman
Jakob Teichman (geb. 15. Januar 1915 in Tállya, Königreich Ungarn; gest. 4. November 2001 in Zürich, Schweiz) war ein schweizerischer Rabbiner ungarischer Herkunft.

## Leben
Jakob Teichman, Sohn eines Lehrers, wuchs in Ungarn auf. In Budapest absolvierte er ein Studium am Rabbinerseminar sowie an der Philosophischen Fakultät der Universität. 1940 wurde er mit einer Dissertation über die «Farben der Bibel» zum Dr. phil. promoviert und 1942 zum Rabbiner ordiniert. 1944 heiratete er seine Frau Agnes, die später als Psychotherapeutin tätig war. Während der deutschen Besetzung Ungarns fand das Paar Aufnahme beim Schweizer Konsul Carl Lutz, der ihnen Schutzpässe ausstellte und sie somit vor der Deportation rettete. Nach dem Zweiten Weltkrieg wirkte er weiterhin als Rabbiner in Budapest. Während des Ungarnaufstands 1956 flüchtete die Familie über Wien nach Israel, wo Jakob Teichman an verschiedenen Stellen in Jerusalem und Tel Aviv als Universitätslehrer und Bibliothekar tätig war. 1959 folgte er einem Ruf nach Zürich als Rabbiner der Israelitischen Cultusgemeinde, in der auf seine Initiative das Frauenstimmrecht eingeführt wurde. 1974 erhielt er die schweizerische Staatsbürgerschaft. Nach seiner Emeritierung 1980 wirkte er als Rabbiner des Jüdischen Altersheims in Lengnau. Teichman war einer breiten nichtjüdischen Öffentlichkeit durch seine Radio- und Fernsehauftritte, seine Vortragstätigkeit sowie sein Engagement für den christlich-jüdischen Dialog bekannt. Er starb am 4. November 2001 und wurde auf dem Friedhof Oberer Friesenberg beigesetzt.

## Publikationen Jakob Teichmans
- Sein Licht in deiner Hand: zeitnahe Betrachtungen zu den fünf Büchern Mosches nach der synagogalen Lesung geordnet. Zürich 1976.
- Am Fusse des Berges. Juris-Verlag, Zürich 1978.
- Unser Gebet. Morascha, Zürich 1982. 2. Auflage.